# Platensina voneda
Platensina voneda es una especie de insecto del género Platensina de la familia Tephritidae del orden Diptera.

## Historia
Walker la describió científicamente por primera vez en el año 1849.